# Desafío Ruta 40
Le Desafío Ruta 40 est une course de rallye-raid (cross-country) créée en 2010 et organisée par l'Automobile-club argentin.

## Histoire
Le Desafío Ruta 40, né en 2009, fait partie du calendrier annuel du Championnat Argentin de Cross-Country (es). Il utilise la Route nationale 40, la plus connue d’Argentine, qui traverse le pays du Nord au Sud comme axe principal.
En 2013 ASO, l'organisateur du Rallye Dakar, décide d’inclure cette compétition dans les Dakar Series à la place du Desafío Litoral.

## Palmarès
| Année       | Moto             | Auto                              | Quad 4x2            | Quad 4x4        | SSV / Challenger                  | Moto FIM        | Quad FIM    |
| ----------- | ---------------- | --------------------------------- | ------------------- | --------------- | --------------------------------- | --------------- | ----------- |
| 2010        | Laurent Lazard   | Hernán Kim Luciano Gennoni        | Juan De La Colina   | Adrián Isola    | Ernesto Marengo                   |                 |             |
| 2011        | Javier Pizzolito | Atilio Carignano Alicia Rava      | Lucas Bonetto       | Daniel Mazzucco | Omar Yoma                         |                 |             |
| 2012        | Pablo Rodríguez  | Orlando Terranova Paulo Fiúza     | Lucas Bonetto       | Daniel Mazzucco | Luciano Gennoni                   |                 |             |
| 2013        | Kurt Caselli     | Nani Roma Michel Périn            | Lucas Bonetto       | Daniel Mazzucco |                                   | Francisco López | Rafał Sonik |
| 2014        | Javier Pizzolito | Juan Manuel Silva Rubén García    | Sergio Lafuente     | Daniel Mazzucco |                                   |                 |             |
| 2015        | Paulo Gonçalves  | Orlando Terranova Bernardo Graue  | Lucas Bonetto       | Daniel Mazzucco |                                   |                 |             |
| 2016        | Kevin Benavídes  | Sebastian Halpern Sergio Lafuente | Jeremías González   | Pablo Novara    | Hernán Bradas Juan José Spinella  |                 |             |
| 2017 (Sud)  | Felipe Ellis     | Emiliano Spataro Santiago Hansen  | Sergio Lafuente     | Daniel Mazzucco | Hernán Bradas Juan José Spinella  |                 |             |
| 2017 (Nord) | Kevin Benavídes  | Orlando Terranova Bernardo Graue  | Jeremías González   | Daniel Mazzucco | -                                 |                 |             |
| 2018        | Paulo Gonçalves  | Sebastián Halpern Eduardo Pulenta | Nicolás Cavigliasso | Julio Estanguet | Juan Manuel Silva                 |                 |             |
| 2023        | Tosha Schareina  | Nasser Al-Attiyah Mathieu Baumel  | -                   | Manuel Andújar  | Mitchell Guthrie Kellon Walch     |                 |             |
| 2024        | Ricky Brabec     | Yazeed Al-Rajhi Timo Gottschalk   | –                   | Manuel Andújar  | Rokas Baciuška Sébastien Delaunay |                 |             |